# 妖怪大世紀
『妖怪大世紀』（ようかいだいせいき ）は、2008年に日本で製作されたオリジナルビデオ作品。
「濡女」「七人みさき」「天狗」「ぬらりひょん」「座敷童子」「河童」「さとり」などの妖怪をフィーチャーし、その謎を再現ドラマ方式で徹底的に検証したオムニバス作品である。出演は舞台「DEAR BOYS」の堀有希、テレビ東京「やりすぎコージー」の深澤ゆうきなど。全10話構成。合計62分。

## 概要
- 第一話　「覺」（さとり）
  - 出演:大石里沙
- 第二話　「七人ミサキ」
  - 出演:堀有希
- 第三話「面霊気」（めんれいき）
  - 出演:深澤ゆうき
- 第四話「濡女」（ぬれおんな）
- 第五話「山地乳」（やまちちち）
  - 出演:高梨麻衣、黒沢萌衣
- 第六話「天狗」（てんぐ）
- 第七話「滑瓢」（ぬらりひょん）
  - 出演:田中涼子
- 第八話「河童」（かっぱ）
- 第九話「赤マント」
  - 出演:安藤成子
- 第十話「座敷童子」（ざしきわらし）

## スタッフ
- 監督：松宏彰
- 撮影：榎田洋美
- 製作：「妖怪大世紀」製作委員会
- 発売元:エースデュースエンタテインメント

| スタブアイコン | サブスタブ | この項目は、まだ閲覧者の調べものの参照としては役立たない、映画に関連した書きかけの項目です。この項目を加筆・訂正などしてくださる協力者を求めています（P:映画/PJ:映画）。 |